# Ai Iwane
Ai Iwane (岩根 愛, Iwane Ai; * 1975 Tokio) je japonská fotografka.

## Životopis
V roce 1991, po absolvování střední školy, odešla do Spojených států a studovala na Petrolia High School. Po návratu do Japonska se osamostatnila v roce 1996 poté, co pracovala jako asistentka. Při práci v časopisech a hudebním průmyslu pracovala na rozhovorech a fotografiích ve speciálních komunitách po celém světě, jako je věznice Muntinlupa na Filipínách, cirkus Nikulin v Rusku nebo Taipei Rongmin's House v kaňonu Tři soutěsky na Tchaj-wanu.
Od roku 2006 se zaměřuje na kulturu Nikkei na Havaji a v roce 2013 založila základnu v Miharu v prefektuře Fukušima, kde pokračuje v tvorbě děl na téma vztahu Havaje a Fukušimy prostřednictvím imigrace.
V roce 2018 získala 44. cenu za fotografii Ihei Kimury a 44. cenu Nobua Iny za svou první kolekci „KIPUKA“ a výstavu fotografií „FUKUŠIMA ONDO“.

## Publikace
- KIPUKA Seigenša, 2018
- Cesta do Kipuky, Ohta Publishing, 2019